# Refugi Monzino
El refugi Monzino és un refugi al vessant valldostà del Massís del Mont Blanc, a la Val Vény, al municipi de Courmayeur.
El refugi es va construir l'any 1965 per substituir l'antic refugi de Gamba, construït l'any 1912. Va ser finançat per Franco Monzino que el va oferir a la Société des Guides de Courmayeur.
El refugi de Monzino es troba a una altitud de 2.561 metres, sobre un esperó rocós que separa les glaceres de Brouillard i de Frêney. S'hi pot arribar en 2h 30 per un camí equipat amb cables i escales, des del xalet Miage a la Val Vény.
Dóna accés a la cara oest de l'Aiguille Noire de Puiserey, a l'Aiguille Croux, així com, a través del Bivac Eccles (Pic Eccles) a les principals vies del vessant italià del Mont Blanc: carena de Brouillard al Mont Blanc, carena de la punta Innominata i vessants de Brouillard i Puiserey.